# Ардабур (консул 447 г.)
Вижте пояснителната страница за други личности с името Ардабур.
Флавий Ардабур Младши (на латински: Flavius Ardaburius o Ardabur; † 471 г.) е политик на Източната Римска империя през 5 век.

## Биография
Той е син на Флавий Ардабур Аспар (консул 434 г.), от алански произход и арианин. Има двама братя, Ерменерик и Флавий Патриций. Баща е вероятно на Годистеа.
През 434 г., когато баща му е консул, той е претор. През 447 г. Ардабур става консул заедно с Флавий Калепий. По времето на Маркиан, между 450 и 453 г., той побеждава варварите в Тракия. През 453 г. императорът дава на патриция Ардабур титлата magister militum per Orientem.
През 466/467 г. e набеден в предателство и император Лъв I му отнема всички служби. След като Лъв I отказва женитба на дъщеря си с Патриций, брата на Ардабур, през 471 г. баща му и той са убити при атака в двореца по нареждане на императора.